# Houten
Houten (anhörenⓘ) ist eine Gemeinde in der niederländischen Provinz Utrecht. Sie ist bekannt als Fahrradstadt, da in Houten ein konsequent auf Fahrräder ausgelegtes Verkehrskonzept umgesetzt wurde.

## Orte
- Houten, Sitz der Gemeindeverwaltung (47.305 Einwohner; Stand: 1. Januar 2024)[3]
- Tull en ’t Waal: südlich von Houten (750 Einwohner)
- Schalkwijk: östlich von Tull en ’t Waal an der Eisenbahn (2.110 Einwohner)
- ’t Goy: östlich von Schalkwijk (690 Einwohner)

## Lage, Verkehr und Wirtschaft
Houten liegt an der Bahnstrecke Utrecht–Boxtel. In Houten gab es die mit 1,9 km kürzeste Straßenbahnstrecke in Europa. Sie verband von 2001 bis 2008 als Stadtbahn Houten den Bahnhof Houten mit der Station Houten-Castellum. Auf ihr wurden zwei gebrauchte, von der Stadtbahn Hannover erworbene Wagen des Typs TW 6000 eingesetzt.
Am 24. August 2007 wurde das Empfangsgebäude des Houtener Bahnhofs, das einer Ausbesserung der Eisenbahnstrecke im Wege stand, auf ein Gestell gehoben, einige Hundert Meter verschoben und dann auf ein neues Fundament gestellt.
Beim Ausbau der Gemeinde soll darauf geachtet werden, dass Radfahrer vor Autofahrern bevorzugt werden. Das Verkehrskonzept wurde in den 1970ern vom Stadtplaner Robert Derks entwickelt. Houten erhielt sternförmig angelegte Radwege mit Vorfahrtberechtigung. Die Radfahrer können so von ihren Wijken (Stadtvierteln) aus das Zentrum der Gemeinde schnell erreichen. Als Folge davon wird in Houten der größte Anteil der Wege mit dem Fahrrad zurückgelegt. Kleine Elektro-Scooter fahren als Mini-Taxen auf den Radwegen. Für die Autofahrer gibt es einen „Rundweg“. Von jedem Wijk aus muss erst dieser Rundweg angesteuert werden, um das Zentrum und die anderen Wijken zu erreichen. Dadurch sind die Wege für Fahrräder typischerweise kürzer als für den Autoverkehr. Die Straßen, die vom Rundweg abzweigen, werden Inprikker (Einstecher) genannt.
Wie im westlich gelegenen Nieuwegein leben in Houten viele Pendler, die in Utrecht arbeiten. In Houten gibt es mehrere Gewerbegebiete.

## Geschichte
Die Stelle, an der jetzt Houten liegt, war bereits in römischer Zeit bewohnt. Später lebten hier fränkische Bauern.
Im 12. Jahrhundert wurde mit dem Bau der späteren reformierten Kirche begonnen. Der Bau der Türme erfolgte ab 1535. Im Mittelalter konzentrierte sich die Bebauung des Dorfes um die Kirche herum. In einigem Abstand von der reformierten Kirche entstand die in den Jahren 1884 bis 1885 vom Architekten Alfred Tepe entworfene neogotische katholische Kirche Onze Lieve Vrouwe ten Hemelopneming (Mariä Himmelfahrt).
Der Name Houten wird vom Wort Haltna abgeleitet, das Wohnort im Busch bzw. Wald bedeutet.
Das Schloss Heemstede wurde um 1645 errichtet. 1987 wurde es durch einen Brand schwer beschädigt. Etwa 1999–2002 wurde es restauriert.
Houten wurde 1979 wegen seiner Lage in der Nähe der Stadt Utrecht und seiner Bahnverbindung nach ’s-Hertogenbosch als Wachstumskern ausgewiesen. Die Umgebung des Bahnhofs Houten bildet das neue Zentrum der Gemeinde, während das „alte Dorf“ nun etwas abgelegen ist.
In den 1990er Jahren wurde ein Plan vorgelegt, nach dem Houten stark wachsen soll. Zehn neue Wohnsiedlungen (ndl. Wijken), darunter das „Castellum“ im Süden, sollten in der nächsten Zeit entstehen. Die Gemeinde hat 50.943 Einwohner (Stand 1. Januar 2025).

## Töchter und Söhne der Stadt
- Jan-Willem van Schip (* 1994), Radsportler

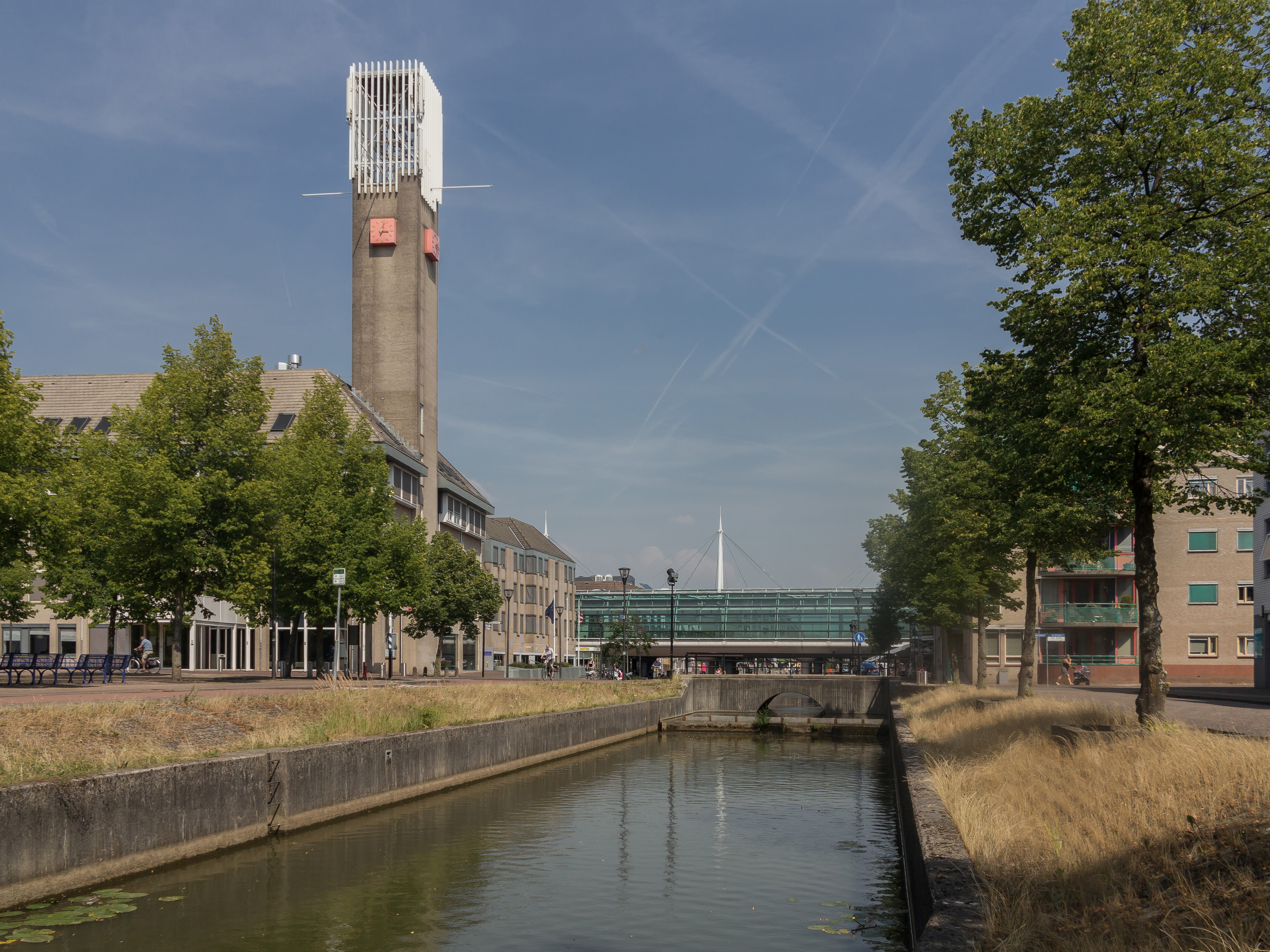
Houten, Straßenbild: Het Kant-Imkerseind
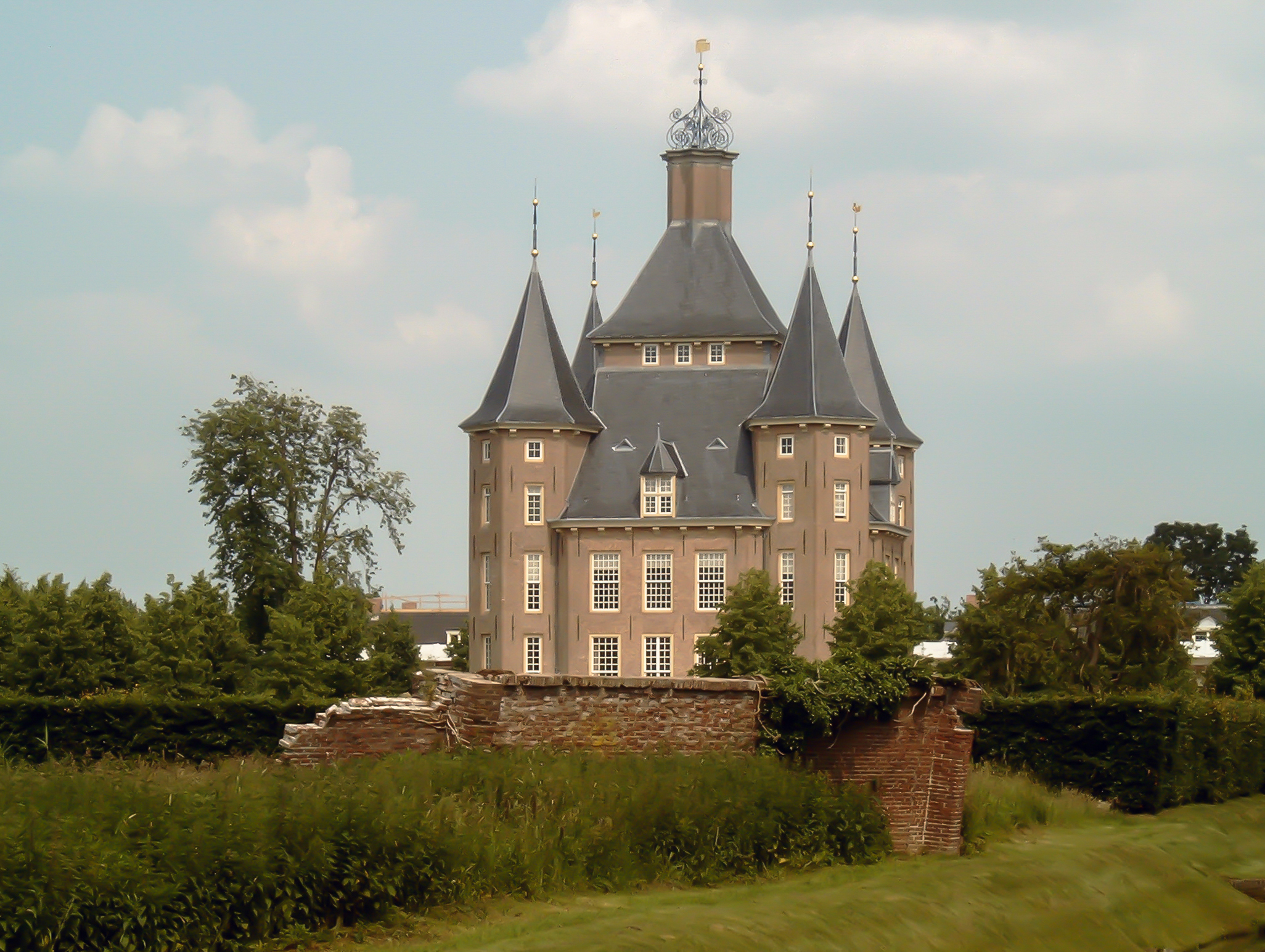
Houten, Schloss Heemstede
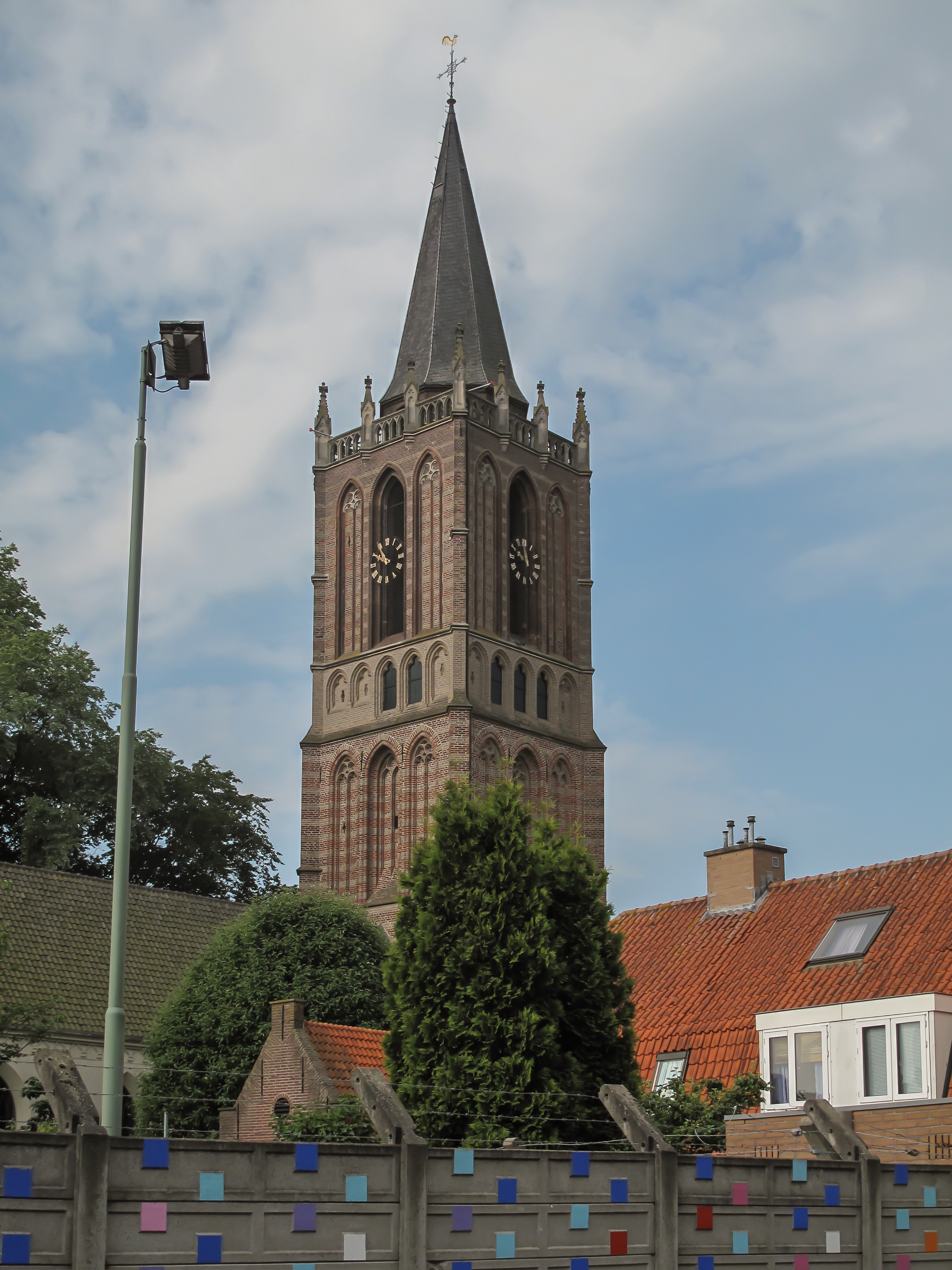
Houten, Kirchturm der reformierten Kirche
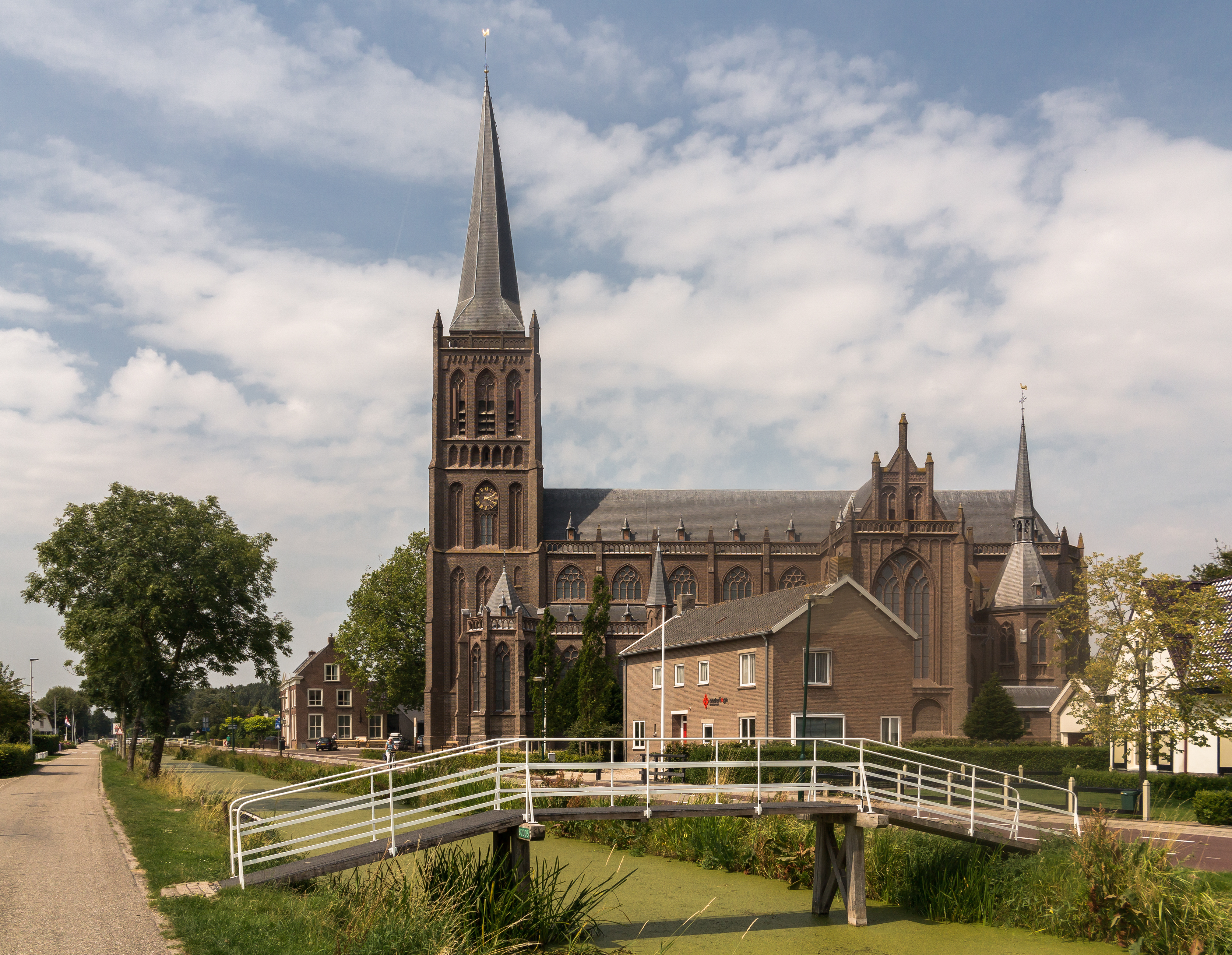
Schalkwijk, Kirche: de Sint Michaëlkerk